# Derveni-Gräber

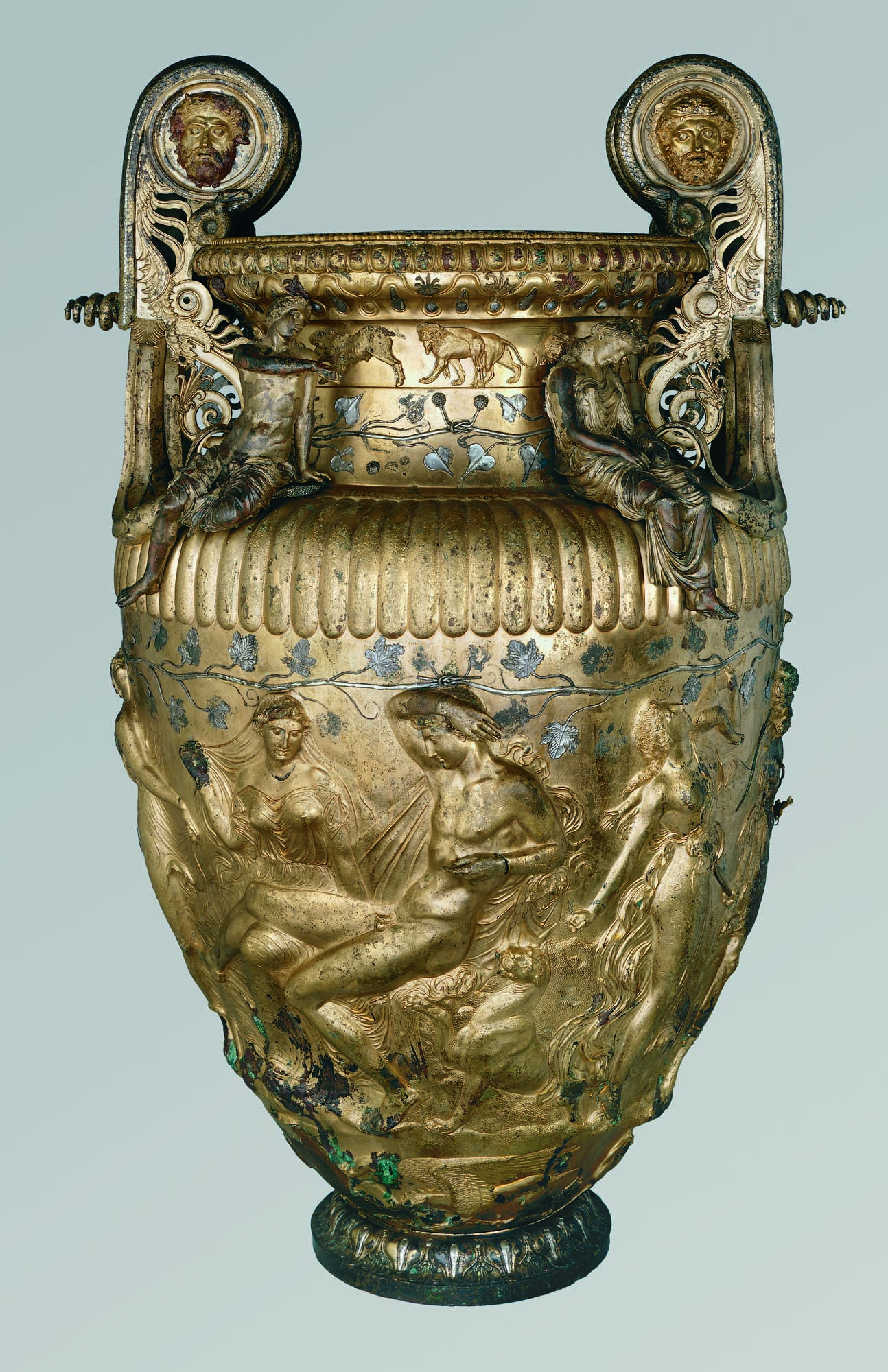
Derveni-Krater

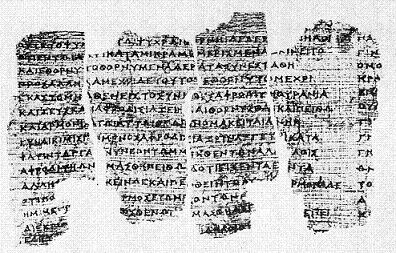
Fotografische Reproduktion von Teilen des Derveni-Papyrus

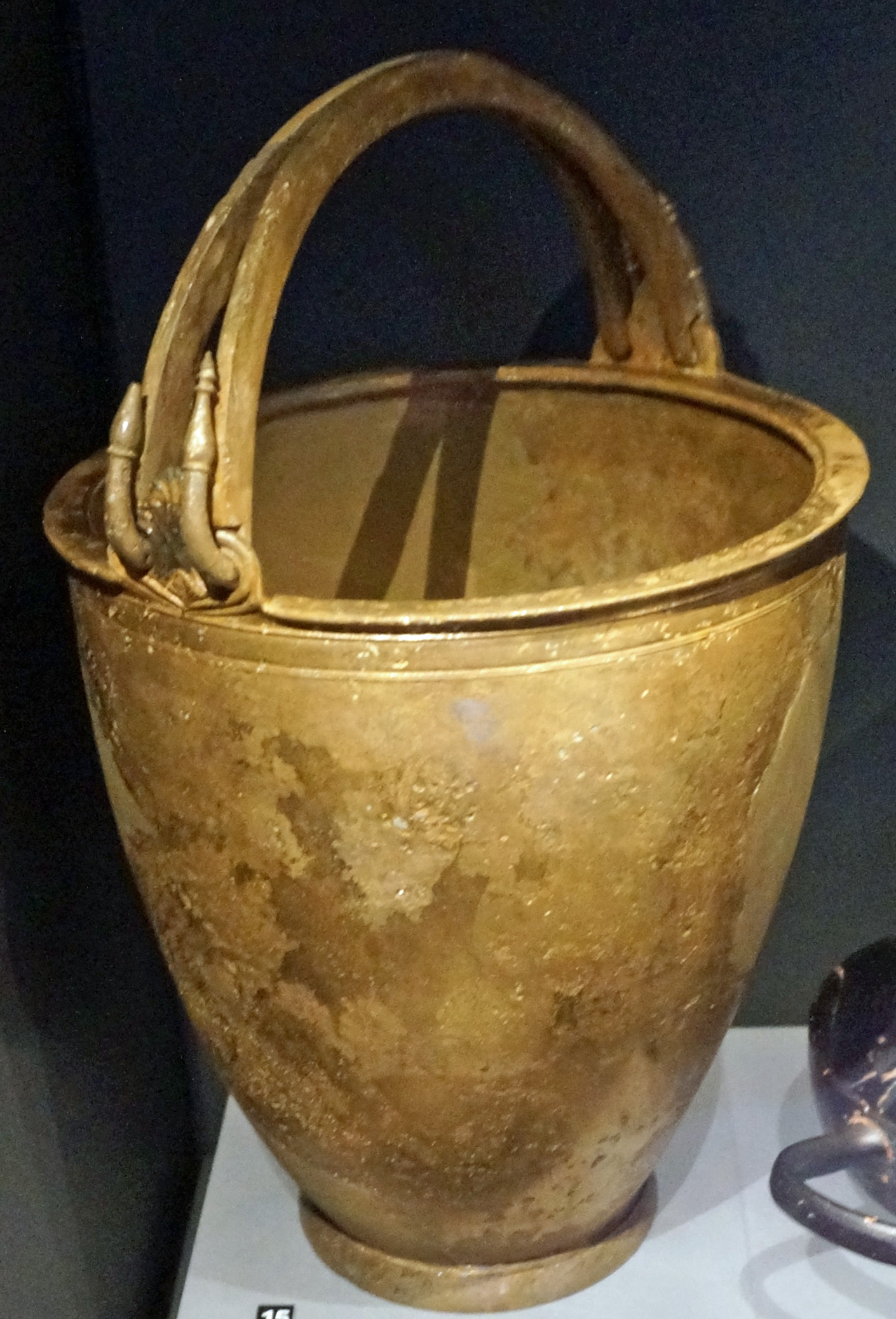
Situla aus Grab Z

Die Derveni-Gräber in Makedonien nahe dem gleichnamigen Pass stammen aus dem späten 4. oder frühen 3. Jahrhundert v. Chr. Sie wurden 1962 entdeckt und waren bis dahin zum überwiegenden Teil unberührt geblieben. Die bedeutsamsten Fundstücke sind der Derveni-Papyrus und der Derveni-Krater; zusammen mit einer Fülle weiterer in den Gräbern gefundener Beigaben sind sie im Archäologischen Museum Thessaloniki ausgestellt. Die Funde an Bronze und Silber gehören zu den größten zusammenhängenden aus klassischer Zeit.

## Lage
Das erste der Derveni-Gräber wurde am 15. Januar 1962 bei Straßenbauarbeiten etwa zehn Kilometer nördlich von Thessaloniki entdeckt, nahe dem Derveni genannten Pass (griechisch: Δερβένι, übersetzt: Durchfahrt, Engpass; 40° 43′ 36″ N, 22° 58′ 57″ O). In den folgenden sieben Monaten fand man die übrigen Gräber.
Sechs der sieben Gräber lagen auf einer Länge von etwa 180 Metern nordwestlich der heutigen, an dieser Stelle in nordöstlicher Richtung verlaufenden Straße nach Langada. Ein weiteres Grab lag 500 Meter weiter südlich, auf der anderen Seite der Straße, als einziges durch einen künstlichen Hügel (Tumulus) kenntlich.
Etwa drei Kilometer nördlich liegt die Ortschaft Laîna, in etwa an der Stelle ihrer antiken Vorgängerin Lete (griechisch Λητή). Es wird angenommen, dass in antiker Zeit eine mit Lete im Zusammenhang stehende Straße hier verlief, entlang der die Gräber aufgereiht waren. Etwas von den Derveni-Gräbern entfernt waren zuvor zwei Gräber entdeckt worden, beide lagen unter Tumuli; zwei weitere Gräber in der Umgebung  wurden erst in den 1990er Jahren ausgegraben.

## Gräber und Funde
Nur zwei der sieben Gräber des Derveni-Fundes waren geplündert, die übrigen unberührt. Fünf der Gräber waren nach Art einer unterirdischen Steinkiste errichtet – die Wände waren aus rötlichen Steinblöcken gemauert und innen verputzt. Die Wände eines weiteren Grabes waren mit Mörtel verputzt, jedoch ohne Vermauerung mit Steinblöcken. Das siebte – etwas von den übrigen abgelegene – Grab lag unter einem Tumulus; es war aufgrund dieses hinweisenden Zeichens leicht kenntlich und mehrfach geplündert worden. Die Anlage der Gräber wird auf das letzte Viertel des 4. oder das frühe 3. Jahrhundert v. Chr. datiert. Die  ersten Untersuchungen an den Derveni-Gräbern nahmen Charalampos Makaronas und Photias Petsas vor.
Die Gräber sind entsprechend der Literatur mit griechischen Buchstaben bezeichnet.
- Grab Α, 207 cm lang, 90 cm breit und 108 cm tief, mit gemauerten Wänden und einer Abdeckung aus Steinblöcken, wurde als erstes der Gräber zufällig entdeckt, worauf die Untersuchungen folgten, die zur Auffindung der übrigen Gräber im Laufe der folgenden Monate führten. Das Grab war vollständig unberührt, verkohlte Reste der Leichenverbrennungsstätte lagen auf seiner Abdeckung. In diesen Resten fanden sich Speerspitzen, Silber- und Bronzeteile eines Brustpanzers oder Schildes, Teile von Pferdegeschirr und vergoldete Schmuckperlen, außerdem ein Elfenbeinauge, dessen Pendant im Grabinneren lag. Bruchstücke von aus Ton gefertigten Kapitellen aus dem Aschehaufen werden zusammen mit verkohlten Holzteilen, vielleicht Säulenresten, als Bestandteile einer aufwändigen  Konstruktion gedeutet, auf der der Körper des Bestatteten bei der Einäscherung ruhte. Der bedeutendste Fund in  den Ascheresten über der Grababdeckung waren die verkohlten Reste eines Papyrus, jetzt berühmt als Derveni-Papyrus. Im Grabinneren wurde umfangreiches Bronzegeschirr gefunden, außerdem attische Keramik. Ein fast 60 Zentimeter hoher Volutenkrater aus Bronze enthielt die Asche des Bestatteten, daneben Fragmente eines goldenen Kranzes sowie Bronzeblätter und irdene Beeren eines weiteren Kranzes. Reste des Tuches, mit dem der Krater abgedeckt gewesen war, fanden sich am Rand seiner Öffnung und auf den Schultern des Gefäßes. Nach Grab B war Grab A das am reichhaltigsten ausgestattete der Derveni-Gräber.

- Grab Β, 306 Zentimeter lang, 153 Zentimeter breit  und 162 Zentimeter tief, hatte gemauerte Wände und eine Abdeckung aus Steinblöcken. Die verputzten Wände waren bis zur halben Höhe rot bemalt, darüber weiß mit einer umlaufender Girlande von Olivenzweigen mit bläulich-roten Blättern und schwarzen Früchten.  Das Grab war unberührt und das am reichhaltigsten ausgestattete der sieben. Bedeutsamster Fund in diesem Grab war ein besonders prächtiger und mit 91 Zentimeter Höhe besonders großer bronzener Volutenkrater, heute bekannt als Derveni-Krater. Bei Öffnung des Grabes war der Krater auf die Seite gefallen. Ein 36 Zentimeter hohes gemauertes Postament, 75 Zentimeter von der kurzen Ostwand entfernt, war für ihn vorgesehen. Der Deckel des Kraters, als Sieb gearbeitet, lag nicht weit entfernt. Der Krater enthielt die Asche eines Mannes und einer Frau und die Reste eines Tuches. Außerdem enthielt er drei goldene Nadeln, einen Ring, Reste eines Kranzes, einen postum geprägten goldenen Viertel-Stater Philipps II. und Knochen eines Schafes. Gewebereste an der Außenseite des Kraters deuten darauf hin, dass er mit einem Tuch eingehüllt worden war. Neben Bronze- und Silbervasen, Waffen,  Rüstungsteilen und einem Paar Steigbügeln enthielt das Grab ein goldenes Diadem und ein kleines Behältnis mit Überbleibseln von Bleiweiß. Insgesamt fanden sich 23 Stücke aus Bronze und 20 aus Silber. Außerdem fand sich Keramik attischen Ursprungs. Kleine Alabastren hatten an in die Wände geschlagenen Nägeln gehangen und waren im Lauf der Jahrhunderte herabgefallen.

- Grab Γ: Die Grabkammer mit Gewölbe und Tumulus war mehrfach geplündert worden. Eine aus den dort gefundenen Scherben rekonstruierte attische rotfigurige Pelike und weitere Scherben wurden auf das 4. Jahrhundert v. Chr. datiert.

- Grab Δ, 240 cm lang, 180 cm breit und 150 cm tief, mit gemauerten Wänden, abgedeckt mit hölzernen Bohlen, wurde unberührt aufgefunden.  Hier waren zwei Männer in zeitlichem Abstand unverbrannt beigesetzt worden. Zu den Funden gehörte ein goldener Kranz von Myrtenblättern und ein Achtelstater Philipps II. In diesem Grab fand sich bronzenes Symposiumgeschirr und attische schwarz gefirniste Keramik.

- Grab Ε, 144 cm lang 136 cm breit und 60 cm tief, mit gemauerten Wänden, war ursprünglich mit Steinblöcken abgedeckt, die später zerbrachen; sie wurden auf dem steinernen Boden des unberührten Grabes aufgefunden. Zu den wenigen Funden aus diesem Grab gehören zwei Münzen, eine davon ein Viertelstater Alexanders des Großen, einige goldene Perlen und die Reste des hölzernen Aschenbehälters mit elfenbeinerner Ausschmückung.

- Grab Ζ, 110 cm lang und 86 cm breit, ohne Mauerwerk aber mit Putz auf den Wänden wurde mit zusammengestürzter  Holzbohlenabdeckung entdeckt; es war unberührt. Das Grab enthielt goldenen Schmuck, eine silberne Schale, bronzene Vasen, darunter ein beckenartiges Gefäß für Waschungen vor dem Symposium und eine Situla – in Mazedonien eine verbreitete Gefäßform. Außerdem enthielt das Grab attische schwarz gefirniste Keramik.

- Grab Η, das kleinste der Gräber,  108 cm lang, 72 cm breit und 60 cm tief, ursprünglich durch einen Steinblock abgedeckt, der zerbrochen aufgefundenen wurde, war vor dem Fund geplündert worden. Dennoch enthielt es bei der Ausgrabung noch einen goldenen Ohrring, eine Amphore, eine attische rotfigurige Pelike und einen attischen schwarz gefirnisten Kelchkrater.